# Escapismo
L'escapismo (o evasione, fuga dalla realtà) è un comportamento individuale o collettivo, inteso come un meccanismo di difesa o una distrazione mentale dagli aspetti spiacevoli o noiosi della vita quotidiana, in genere attraverso attività che implicano l'immaginazione o l'intrattenimento.
Può essere usato temporaneamente per allontanarsi da persistenti sentimenti di depressione o tristezza generale.
Secondo alcuni studiosi, i fenomeni di escapismo (cui viene generalmente attribuita connotazione negativa di incapacità a relazionarsi con la realtà) hanno subito un considerevole incremento nel XX secolo a causa di un generale mutamento dello stile di vita verso contesti, ambienti e lavori sempre più estranei alla condizione naturale dell'uomo. Tra i sintomi di questo crescente straniamento, vengono normalmente indicati canali ricreativi il cui uso distorto può portare ad un allontanamento dalla realtà, quali la letteratura, la musica, lo sport, il cinema e la televisione, i giochi di ruolo, il gioco d'azzardo, l'abuso di psicofarmaci, la pornografia, Internet, e i videogiochi, oltre alla droga e all'alcol. I sociologi che studiano questi fenomeni tendono inoltre a sottolineare la pericolosità di una società in cui il governo o i vertici del potere si impegnano a fornire canali di svago di fronte a sintomi di disagio sociale, inserendosi nel solco di Karl Marx secondo il quale numerosi elementi sociali, tra cui la religione, hanno il solo scopo di illudere il popolo con la promessa di un rifugio da un presente insoddisfacente. In epoca romana si perseguiva lo stesso scopo attraverso l'organizzazione di giochi e manifestazioni pubbliche unitamente a distribuzioni alimentari gratuite (panem et circenses) per distrarre la popolazione dai disagi sociali e dagli abusi del potere costituito.

## In letteratura
Il fenomeno dell'escapismo è ben descritto da H.G. Wells nel suo romanzo La macchina del tempo, in cui il popolo degli Eloi è stato ridotto in schiavitù da una classe operaia assetata di potere proprio tramite i meccanismi dell'escapismo. Meno connotato politicamente e più elaborato socialmente è l'elemento dell'escapismo in Fahrenheit 451 di Ray Bradbury, in cui la tecnologia televisiva è utilizzata per coinvolgere totalmente lo spettatore e distoglierlo dalla realtà e dalla vera cultura. Un altro esempio significativo di distopia in cui si fa largo uso narrativo del fenomeno escapistico è Il mondo nuovo di Aldous Huxley, in cui un ruolo principale nell'addormentamento delle masse è rivestito dalla droga e dal sesso.
All'interno del rapporto tra escapismo e letteratura, c'è chi ha individuato nella letteratura di genere (fantascienza, letteratura fantastica e giallo) un mezzo per l'escapismo delle masse. Contro questo stereotipo, infondato nella misura in cui - come si è visto - questi generi sono tra i primi a speculare sugli effetti disastrosi dell'escapismo, hanno scritto alcuni letterati e critici, primo fra tutti John Ronald Reuel Tolkien nel suo saggio Sulle fiabe, in cui il filologo e romanziere fa una lucida e appassionata apologia del diritto al sogno e alla fantasia proprio come strumento di liberazione.

## In filosofia
Tra i filosofi che maggiormente si sono occupati dell'escapismo, il filosofo tedesco Ernst Bloch ha un ruolo di rilievo, per la sua teoria che mette in relazione l'escapismo all'utopia. Secondo Bloch infatti, ogni spinta che porti a criticare la società (proponendo alternative o estraniandosene) contiene in sé un virtuoso seme rivoluzionario e una presa di posizione differente da quella della massa. In tale differenza, secondo Bloch, risiede l'unica possibilità di giustizia sociale e di cambiamento.